# Fake It
«Fake It» es una canción de la banda sudafricana de metal alternativo Seether. Fue lanzado el 28 de agosto de 2007 como el primer sencillo de su cuarto álbum de estudio Finding Beauty in Negative Spaces (2007). El sencillo ascendió rápidamente al número uno tanto en las listas Billboard Hot Mainstream Rock Tracks como en Hot Modern Rock Tracks. También alcanzó el puesto número 56 en el Billboard Hot 100, el segundo puesto más alto de sus sencillos después de "Broken", que alcanzó el puesto número 20. El sencillo fue certificado platino por la RIAA y plata por la BPI.

## Video musical
El video musical, dirigido por Tony Petrossian, debutó en el sitio web de Seether como parte de un "estreno mundial para fans" el 23 de octubre de 2007, el mismo día en que se lanzó el álbum. Muestra a Shaun Morgan filmando un video musical en un set de rodaje de un avión, con mujeres bailando seductoramente a su alrededor. Luego continúa mostrando a la banda tocando en un claro nevado y un estadio de aspecto industrial rodeado de fanes. Cada escenario se inunda con varias partes de los otros, como las modelos escasamente vestidas del avión bailando a través del claro nevado, revelando todos los diversos tropos de los videos musicales que se falsifican de alguna manera, mediante el uso de accesorios, pantalla azul o manipulación por computadora, reflejando el tema de la letra.

## Posicionamiento en lista
| Lista (2007–2008)                    | Posición |
| ------------------------------------ | -------- |
| Australia (ARIA)                     | 49       |
| Canadá (Canadian Hot 100)            | 38       |
| Canadá (Canada Rock)                 | 1        |
| Estados Unidos (Billboard Hot 100)   | 56       |
| Estados Unidos (Mainstream Rock)     | 1        |
| Estados Unidos (Alternative Airplay) | 1        |
| Nueva Zelanda (Recorded Music NZ)    | 14       |
| República Checa Rock (IFPI)          | 6        |

## En otros medios
"Fake It" fue anunciado como el tema oficial del evento de pago por visión de WWE No Way Out de 2008 que tuvo lugar el 17 de febrero de 2008 en Las Vegas, Nevada. También aparece en la banda sonora del videojuego Burnout Paradise. 
El 8 de junio de 2010, se lanzó en Rock Band Network para Rock Band 2, pero luego se lanzó como DLC oficial de Rock Band 4 el 19 de julio de 2018. También apareció como DLC de Rocksmith 2014 el 10 de febrero de 2015 en el paquete de canciones de Seether.